# 華萊士岩
華萊士岩（英語：Wallace Rock）是南極洲的岩石，位於瑪麗伯德地，處於彼得冰原島峰以東1.9公里的麥庫丁山脈東南端，美國地質調查局根據測量和美國海軍拍攝的空中照片繪入地圖，現時由南極條約體系管理。